# 北朝鮮の観光
北朝鮮の観光（きたちょうせんのかんこう）では、朝鮮民主主義人民共和国（北朝鮮）への観光旅行について記す。

## 概要
朝鮮民主主義人民共和国の観光業は、北朝鮮経済の一部であり、重要な外貨収入源となっている。長年にわたり国際的な制裁を受けていることや、娯楽・レジャー施設の整備が不十分で、個人旅行が認められていないことなどから、北朝鮮は国際的な人気観光地とは言えない。しかし、国家観光総局の統計によれば、2018年に北朝鮮を訪れた外国人観光客は20万人を超えたとされている。2020年1月22日には、新型コロナウイルス感染症の拡大を受け、北朝鮮政府は国境を閉鎖し、観光業は再び停止状態に陥った。その後2024年には、最初の訪問団としてロシア人観光客が入国したと当局が発表し、外国人観光の再開が報道された。さらに2025年には、羅先市でロシア以外の国の観光客の受け入れを試験的に開始し、陸路での入国も初めて再開された。
北朝鮮では主に団体旅行のみが許可されており、一般の観光客は北朝鮮の旅行社のガイドに終始同行され、団体行動を取らなければならない。2010年代以降は、平壌高麗国際旅行社（평양고려국제려행사）が個人旅行に対応する全行程付き添いサービスも提供しているが、料金は割高である。
北朝鮮には多くの山岳地帯や歴史遺跡が存在し、観光の主な内容としては、革命史跡をめぐるレッドツーリズムや、自然風景、歴史的建造物、平壌の都市建築などが中心である。さらには現在ではほとんど見られなくなった強いソ連的色彩を残す政治・社会体制そのものが、一部の観光客にとって大きな魅力となっているのも特徴である。
年間20万名近い国外からの観光客のうち約80%は中国からの観光客と見られる。2010年代後半には米朝首脳会談の影響で注目を集め、多い日では1日1800名もの観光客が訪問することもあり、受け入れ態勢に限界があることから、1日に受け入れる観光客数を1000人に制限していたこともあった。
西側諸国から北朝鮮への訪問者は年間5000人ほどであり、約1000人がアメリカ人とみられる。2017年のアメリカ人学生オットー・ワームビアの事件を受け、トランプ政権とアメリカ議会はアメリカ人の北朝鮮旅行制限措置を積極的に検討し、同年7月21日にトランプ政権はアメリカ国民の北朝鮮への観光の禁止と米国務省による渡航許可制を発表している。アメリカ合衆国国務省は北朝鮮への渡航を認可する条件に遺言状の作成と葬儀の手配を挙げている。

## 旅行者の行動制限
地域住民との交流は、歴史的に厳しく管理されてきた。
しかしながら、北朝鮮への旅行者らのインターネットの写真などから、これらの制限は過去数年間に、わずかに緩和されているように見受けられる。2013年1月現在、外国人は国際電話へアクセス可能なSIMカードを平壌国際空港で購入できる。
スウェーデン外交使節団は、北朝鮮の国家、その指導者、そしてそのシンボルに対する侮辱は非常に厳しく、破壊的行為などは投獄につながる可能性があると、注意を促している。

### 日本人による観光
日本国外務省は北朝鮮の核実験・ミサイル発射実験に対する制裁措置の一環として、日本国民の北朝鮮への渡航を自粛するよう求めている。個人の場合、日本や中国の旅行代理店を通じて、北朝鮮国営旅行会社によるツアーに参加すること自体は可能で、その場合はガイド2人と運転手が常に同行する。2017年にはこうした旅行者が増加傾向にあると報じられた。

## 北朝鮮専門旅行会社
欧州や中国では数多くの北朝鮮専門旅行会社があるものの、日本では総代理店の中外旅行社の他、大同江ナビツアー（営業停止）、ジェイエス・エンタープライズ（いずれも東京都）等数社に限られている。中国では、朝鮮旅行（大連市）や遼寧鴻祥国際旅行社（丹東市）などがあり日本語対応できるスタッフが在籍し、旅費も日本円で支払うことができる。オーストラリアのトンイル・ツアー（営業停止）は日本語スタッフを持ち、日本語を話すガイドがつくツアーを提供する。トンイル・ツアーは語学研修などの学習的な北朝鮮旅行もある。
どの旅行会社を通して申し込んでも全ての日本人は北朝鮮の朝鮮国際旅行社が担当することになっている。そのためガイドやホテル、観光地、食事も基本同じとなる。